# Cinéma américain des années 1970
Le cinéma américain des années 1970 représente l'ensemble de la production cinématographique aux États-Unis entre 1968 et 1979. Les années 1970 sont pour le cinéma américain une période d'évolution et de changement due au contexte politique et social de l'époque (guerre du Viêt Nam, affaire du Watergate, libération sexuelle) et à l'abandon en 1968 du code Hays qui régissait la censure dans le cinéma américain. 
Les genres classiques comme le western, le film policier et la comédie musicale connaissent un renouvellement dans leur langage avec les réalisations de Sam Peckinpah, Clint Eastwood, Martin Scorsese Francis Ford Coppola, Bob Fosse, et l'essor de genres comme le film catastrophe et le road movie. Cette période voit apparaître les cinémas indépendants, underground et expérimental à travers les films de John Cassavetes, Kenneth Anger, Andy Warhol, et le développement du cinéma pornographique et du blaxploitation. Les années 1970 font découvrir de nouveaux comédiens comme Robert de Niro, Al Pacino, Faye Dunaway, Jane Fonda. Des films comme Le Parrain, L'Exorciste, Les Dents de la mer, Rocky, Star Wars, atteignent les premières places au box-office, d'autres films ont une reconnaissance artistique et critique comme  Vol au-dessus d'un nid de coucou,  Voyage au bout de l'enfer. Durant cette décennie cinq films américains reçoivent la palme d'or à Cannes MASH, L'Épouvantail,  Conversation secrète, Taxi Driver et Apocalypse Now. Buffalo Bill et les Indiens de Robert Altman reçoit l'Ours d'or au festival de Berlin en 1976.